# 面包和马戏
“面包和马戏”（拉丁語：panem et circenses）用于比喻一种政府向人民略施小惠的肤浅愚民政策。
在政治层面，这个短语是用来形容民众对政府认可的产生不是通过政府示范或实施优质的公共政策来实现的，而是通过转移、分散民众的注意力，或仅仅满足民众一时的表层需求来实现的。該詞彙创始人尤维纳利斯以此谴责大众的自私及短視，也体现了民众在担忧自身的处境时对其公民义务的无知和侵蚀。
这个短语来源于罗马讽刺诗人尤维纳利斯的讽刺诗作品（大约在公元100年著作）。“面包和马戏”指出了罗马民众不再关心其天生享有且延续至今的政治参与权，他们唯一关心的仅仅是温饱（面包）与娱乐（马戏）。在作品中，尤维纳利斯表达了对当代罗马人日渐衰落的英雄主义的蔑视；他使用了一系列不同的主题，包括对权力的欲望和对年老的渴求来说明他的论点。罗马政治家在公元前140年就通过立法来保留穷人的选票，而如今，通过向穷人发放救济，包括提供廉价的食品和简易的娱乐，“面包和马戏”成为了这些政治家最有效的获得政治权力的手段。

## 诗句出处
“...很久以前开始，从我们将我们的选派卖给任何人开始人民，人民就放弃了我们的职责。曾几何时，人民决定将领、高官人选，掌握军团，乃至一切事务；但他们如今只一心一意并焦急地期盼两样东西：面包和马戏。

"… iam pridem, ex quo suffragia nulli
uendimus, effudit curas; nam qui dabat olim
imperium, fasces, legiones, omnia, nunc se
continet atque duas tantum res anxius optat,
panem et circenses."
（尤维纳利斯，讽刺诗集，第10章，77-81行）